# Magyar bibliográfusok listája

## A, Á
- Abafi Lajos (irodalomtörténet)
- Abai Kálmán (Hungarica)
- Áldásy Antal (címertan)
- Alföldi András (régészet)
- Allodiatoris Irma (zoológiatörténet)
- Andorkó Kálmán (repertóriumok)
- Apponyi Sándor (Hungarica)
- Arató Pál (a Vatikában, egyháztörténet)

## B
- Baán Kálmán (családtörténet)
- Bakács István (gazdaságtörténet, kéziratok bibliográfiája)
- Banner János (régészet)
- Ballagi Aladár (irodalomtörténet)
- Bartoniek Emma (történelemtudomány)
- Béky-Halász Iván (történelemtudomány)
- Bélley Pál
- Benczédi Pál
- Bényei Miklós (helytörténet)
- Berlász Piroska
- Bíró Béla (művészettörténet)
- Bodor Antal (helytörténet)
- Bónis György (jogtörténet, kéziratok bibliográfiája)
- Bonyháti Jolán
- Borsa Gedeon (RMNy)
- Borsa Iván (kéziratok bibliográfiája)
- Borzsák István (klasszika-filológia)
- Busa Margit, V. (sajtóbibliográfia)

## C, Cs
- Czeke Marianne (az Egyetemi Könyvtár Shakespeare-gyűjteménye)
- Czigány Lóránt (Hungarica)
- F. Csanak Dóra (kéziratok bibliográfiája)
- Csapodi Csaba (kódexek)

## D, Dz, Dzs
- Daday Jenő (reáltudományi repertóriumok)
- Deé Nagy Anikó
- Dezsényi Béla (sajtótörténet)
- Dézsi Lajos (irodalomtörténet)
- Dóka Klára (kéziratok bibliográfiája)
- Dörnyei Sándor (RMK, orvostörténet)
- Dubovitz István (földrajztudomány)

## E, É
- Eötvös Lajos

## F
- Ferenczi Miklós (romániai magyar könyvészet)
- Ficzay Dénes
- Fikk László
- Fitz József (irodalomtörténet)
- Fráter Jánosné (kéziratok bibliográfiája)
- Futaky István (Hungarica)
- Fülöp Géza (szakbibliográfiák)

## G, Gy
- Gábor Dénes
- Gál István (irodalomtörténet)
- Galambos Ferenc (repertóriumok)
- Gáliczky Éva (irodalomtudomány)
- Gárdonyi Albert (történelemtudomány)
- Gárdonyi Klára, Csapodiné (történelemtudomány)
- Gáspár Ilona (filozófia)
- Gáspár Margit (kémia)
- Gazda István (szakbibliográfiák)
- Gombocz Endre (botanikatörténet)
- Goriupp Aliz (sajtóbibliográfia)
- Gragger Róbert (szakbibliográfiák)
- Gulyás Pál (biobibliográfiák, szakbibliográfiák)
- Gunst Péter  (gazdaságtörténet)
- György Lajos (romániai magyar könyvészet)
- Győry Tibor (orvostörténet)
- Gyuris György irodalomtörténet

## H
- Haiman György (bibliofília, nyomdászattörténet)
- Haraszthy Gyula (közgazdaság-tudomány, statisztika)
- Havass Rezső (földrajztudomány)
- Hellebrant Árpád (RMK, szakbibliográfiák)
- Herepei János (RMK)
- Hernádi László Mihály (repertóriumok)
- Hervay Ferenc (RMNy)
- Holl Béla (RMNy)
- Hubay Ilona (kéziratok bibliográfiája)
- Huszty Sándor (zoológia, rovartan)

## I, Í
- Iványi Béla (kéziratok bibliográfiája)

## J
- Jakabffy Imre (régészet)
- Jáki László (pedagógiatörténet)
- Jancsó Elemér (irodalomtörténet)
- Jankovich Miklós
- József Farkas (sajtótörténet)

## K
- Káplány Géza
- Karasszon Dénes (állatorvostudomány története)
- Károlyi Zsigmond (technikatörténet, intézménytörténet)
- Katus László (történelemtudomány)
- Kégli Ferenc (nemzeti bibliográfia)
- Kéki Béla (könyvtörténet, írástörténet)
- Kelecsényi Gábor (RMNy, nyomdászattörténet, könyvgyűjtők, történelemtudomány)
- Kelemen György (fül-orr-gégegyógyászat)
- Kemény G. Gábor (történelemtudomány)
- Kemény György (sajtóbibliográfia)
- Kereszty István (sajtóbibliográfia)
- Kertbeny Károly (német vonatkozások)
- Kertész Gyula (nemzeti bibliográfia, repertóriumok bibliográfiái)
- Kertész János (szakbibliográfiák)
- Keszthelyi Sándor (csillagászattörténet)
- Kiss Csongor (matematikatörténet)
- Kiszlingstein Sándor (magyar könyvészet – nemzeti bibliográfia)
- Koch Ferenc (erdélyi reáltudományi repertóriumok)
- Koch Lajos (zenetörténet)
- Koi Gyula (jogtudomány, jogtudósok életmű-bibliográfiái)
- Kóczy T. László (családtörténet)
- Kókay György (irodalomtörténet, sajtótörténet)
- Komjáthy Miklósné (nemzeti bibliográfia)
- Kosáry Domokos (történelemtudomány)
- Kovács Máté (szakbibliográfiák)
- Kozocsa Sándor (kurrens irodalom, szakbibliográfiák)
- Köblös Zoltán (családtörténet)
- Kőhalmi Béla (szakbibliográfiák)
- Krisztics Sándor (magyar könyvészet – nemzeti bibliográfia)
- Kristóf György (erdélyi sajtó bibliográfiája)
- Kudora Károly (jogtudomány)
- Kuszálik Péter

## L, Ly
- Lakatos Éva (repertóriumok)
- Lakatos István (zenetörténet)

## M
- Magyary-Kossa Gyula (orvostörténet, állatorvostudomány története)
- Majláth Béla
- Márki József
- Matolcsy Miklós (gyógyszerészet)
- Mészáros István (pedagógiatörténet)
- Monok István (magánkönyvtárak bibliográfiái)
- Monoki István (romániai magyar könyvészet)
- Moravek Endre (klasszika-filológia)

## N, Ny
- Nagy Géza (Hungarica)
- Nagy Lajos (jogtudomány)
- Novák Ernő (sebészet)

## P
- Pajkossy György (irodalomtudomány)
- Paulinyi Oszkár (kéziratok bibliográfiája)
- Pavercsik Ilona (magyar könyvészet – nemzeti bibliográfia, szakbibliográfiák)
- Pataki Ferenc (bibliográfiai menedzsment)
- Perjámosi Sándor (természettudósok életmű-bibliográfiái)
- Pesti Ernő (irodalomtörténet)
- Petrik Géza (magyar könyvészet – nemzeti bibliográfia)
- Priszter Szaniszló (botanikatörténet)

## R
- Radó Polikárp (kéziratok bibliográfiája)
- Reguly Ernő (irodalomtörténet)
- Réthly Antal (természettudósok életmű-bibliográfiái, meteorológiatörténet)
- Réthy Andor (irodalomtörténet)
- Ritoók Emma (irodalomtudomány)
- Ritoók Zsigmond (klasszika-filológia)
- Rózsa Dávid (statisztikusok életmű-bibliográfiái)
- Rózsa György (közgazdaság-tudomány)
- Rozsnyói Ágnes (történelemtudomány)

## S, Sz
- Sági István (nyelvtörténet)
- Sándor István (magyar könyvészet – nemzeti bibliográfia)
- Sándor István (néprajz)
- Sashegyi Oszkár (kéziratok bibliográfiája)
- Schönherr Gyula
- Sebestyén Géza
- Seregély Emma (történelemtudomány)
- Soltész Zoltánné (RMK)
- Sragner Márta (csillagászattörténet, természettudósok életmű-bibliográfiái)
- Staud Géza (színháztörténet)
- Szabó Károly (RMK)
- Szabó T. Attila (nyelvtörténet)
- Szelle Béla (szakbibliográfiák)
- Szemző Piroska, D. (irodalomtörténet)
- Szentmihályi János (szakbibliográfiák)
- Széplaki József (Hungarica)
- Szilády Zoltán (zoológia)
- Szinnyei József, id. (biobibliográfiák, repertóriumok, sajtóbibliográfiák)
- Szögi László (kéziratok bibliográfiája)
- Sztripszky Hiador (RMK)

## T, Ty
- Takács Miklós
- Temesváry Rezső (nőgyógyászat)
- Tezla Albert (irodalomtörténet)
- Todoreszku Gyula
- Tóth Kálmán (nyomdászat, könyvészet)
- T. Tóth Sándor (matematikatörténet)
- Tóth Zoltán, I. (történelemtudomány)

## V
- V. Agics Katalin (történelemtudomány, külpolitika)
- Valentiny Antal (romániai magyar könyvészet)
- Vargha Kálmán (irodalomtörténet)
- Végh Ferenc (technikatörténet, intézménytörténet)
- Vértesy Miklós (szakbibliográfiák)
- Vita Zsigmond (romániai magyar könyvészet)
- Vitályos László (Ady)
- V. Windisch Éva (irodalomtörténet, történelemtudomány)

## W, X, Y
- Waczulik Margit (történelemtudomány)
- Wellmann Imre (gazdaságtörténet, kéziratok bibliográfiája)

## Z, Zs
- Zoványi Jenő (egyháztörténet)
- Zsámboki László (bányászattörténet, oktatástörténet)
- Zsakó István (ideg-elmegyógyászat)